# Inositol pentaquisfosfato
O Inositol pentaquisfosfato é um tipo de inositol que pode ser encontrado em grande parte dos dos legumes e também em farelo de trigo e em frutos secos, capaz de bloquear a enzima fosfoinositídeo 3-quinase, causadora de tumores.